# 231 г. пр.н.е.
231 (двеста тридесет и първа) година преди новата ера (пр.н.е.) е година от доюлианския (Помпилийски) римски календар.

## Събития

### В Римската република
- Гай Дуилий е назначен за диктатор, за да проведе изборите.[1] За консули са избрани Марк Помпоний Матон и Гай Папирий Мазон.
- Двамата консули са изпратени да ръководят военна кампания в Сардиния.[2]
- Обезпокоен от разширяването на картагенската власт и сфера на влияние в Иберия, Сенатът изпраща посланици при Хамилкар Барка, които да поискат обяснение за действията му. Хамилкар отговаря, че завоеванията му имат за цел натрупване на средства за обезщетението, което Картаген дължи на Рим след края на Първата пуническа война през 241 г. пр.н.е..[2]

### В Гърция
- Арат Сикионски е избран за осми път за стратег на Ахейския съюз.[3]
- Македонският цар Деметрий II е ангажиран на север в борба с дарданите.[3]
- Изправени пред етолийския ултиматум да се присъединят към Етолийския съюз, жителите на град Мидион в Акарнания се обръщат за помощ към Деметрий II, който не може да им помогне сам и наема за целта царя на ардиеите Агрон.[3]
- Агрон побеждава етолийците и вдига обсадата на Мидион.[3]